# هلن والتون
هلن والتون (انگلیسی: Helen Walton) (زاده ۱۹۱۹ - درگذشته ۲۰۰۷) کارآفرین، سرمایه‌دار و سرمایه‌گذار اهل ایالات متحده آمریکا بود. وی همسر سام والتون، بنیانگذار شرکت خرده‌فروشی وال‌مارت بود.